# Zaburzenie somatyzacyjne
Zaburzenie somatyzacyjne (ang. somatization disorder), in. zespół Briqueta (zgodnie z DSM-5 ang. somatic symptom disorder, zgodnie z DSM-IV-TR ang. somatization disorder) to forma zaburzenia somatoformicznego, charakteryzująca się skargami na długotrwałe schorzenia fizyczne (lub zranienia), mające swój początek przed trzydziestym rokiem życia, które są niedostatecznie wyjaśnione niezależnymi potwierdzeniami choroby somatycznej i prowadzą do pogorszenia jakości życia. Uważa się, że zaburzenie występuje dziesięć razy częściej u kobiet niż u mężczyzn.
Objawy  utrzymują się od co najmniej dwóch lat. Większość pacjentów ma za sobą długą i skomplikowaną historię kontaktów z opieką zdrowotną, włącznie z licznymi negatywnymi wynikami badań i bezowocnymi operacjami eksploracyjnymi.
Przebieg zaburzenia jest przewlekły i zmienny i często łączy się z zakłóceniem funkcjonowania społecznego, interpersonalnego i rodzinnego.

## Kryteria diagnostyczne
- cztery objawy bólu - pacjent musi opowiedzieć historię doświadczania bólu z uwzględnieniem przynajmniej czterech różnych miejsc lub funkcji,
- dwa objawy żołądkowo-jelitowe - oprócz bólu, pacjent musi wskazać przynajmniej dwa objawy w układzie trawiennym, jak nudności, wzdęcia, nietolerancja pokarmów,
- jeden objaw seksualny - pacjent musi opowiedzieć o przynajmniej jednym objawie ze strony układu reprodukcyjnego (wymioty w czasie ciąży, oziębłość seksualna),
- jeden objaw pseudoneurologiczny - pacjent musi opowiedzieć o przynajmniej jednym niebólowym objawie ze strony układu nerwowego (utrata czucia, epizod amnezji dysocjacyjnej).

Diagnoza różnicowa: symulacja (świadome udawanie), choroby układu pokarmowego.